# Rick Moranis
Frederick Allan „Rick” Moranis (ur. 18 kwietnia 1953 w Toronto) – kanadyjski aktor komediowy. Znany z występów w takich filmach, jak Pogromcy duchów (1984), Krwiożercza roślina (1986), Kosmiczne jaja (1987) czy Kochanie, zmniejszyłem dzieciaki (1989). W 1997, 6 lat po śmierci żony, porzucił karierę filmową na rzecz wychowywania dzieci.

## Życiorys
Urodził się w Toronto w żydowskiej rodzinie. Do szkoły podstawowej uczęszczał razem z Geddym Lee, liderem zespołu rockowego Rush.
Karierę zaczął w latach 70. jako DJ w trzech stacjach radiowych Toronto. Występował wówczas pod pseudonimem Rick Allan. Następnie wraz z Robem Cowanem, także początkującym spikerem radiowym występowali w telewizji CBC, gdzie ich parodia Hockey Night in Canada zyskała sporą popularność. W 1977 połączył siły ze scenarzystą i reżyserem Kenem Finklemanem, z którym pracował nad talk-show 90 Minutes czy innymi audycjami telewizyjnymi i radiowymi.
W 1980 dołączył do obsady trzeciego sezonu programu rozrywkowego Second City Television, do czego przekonał go jego przyjaciel i jedna z gwiazd programu Dave Thomas. Sparodiował w nim między innymi Woody’ego Allena, George’a Carlina, Merva Griffina czy Davida Brinkleya. Wraz z przeniesieniem programu do CBC, Moranis i Thomas zaczęli występować jako duet kanadyjskich braci Boba i Douga McKenzie, który natychmiastowo zyskał olbrzymią popularność i zaowocował nominowanym do Grammy albumem muzycznym Great White North, a także pełnometrażowym filmem Strange Brew. Dla Moranisa była to pierwsza główna rola w karierze filmowej.
Lata 80. okazały się być pasmem sukcesów. Jako aktor pojawił się w takich kultowych produkcjach, jak Pogromcy duchów (1984), Krwiożercza roślina (1986), Kosmiczne jaja (1987) czy Kochanie, zmniejszyłem dzieciaki (1989) i jego dwóch sequelach. W 1990 użyczył głosu głównemu bohaterowi kreskówki Gravedale High. W latach 90. wystąpił m.in. jako Barney Rubble w aktorskiej adaptacji popularnej kreskówki Flintstonowie (1994) czy komedii Zgrywus (1996), która okazała się być box-office'ową klapą.
W 1997 po udziale w nakręconym z myślą o rynku video trzeciej części przygód wynalazcy Wayne’a Szalinskiego, Kochanie, zmniejszyliśmy siebie zdecydował się zrobić aktorską przerwę w karierze. Powodem miała być śmierć żony Anne Belsky w 1991 i potrzeba wychowania dwójki dzieci. Ostatecznie jednak po dłuższym czasie nie odniósł chęci powrotu do aktorstwa.
Sporadycznie za to użyczał głosu postaciom w filmach animowanych, w tym łosiowi Ruttowi w animacji Disneya Mój brat niedźwiedź (2003) i jego sequelu wydanym na rynek DVD. W 2005 wydał album z piosenkami country The Agoraphobic Cowboy, który nominowany był do Grammy. W 2015 w wywiadzie dla magazynu „The Hollywood Reporter” zdradził, że nie ma zamiaru wystąpić w trzeciej części filmu Pogromcy duchów.
1 października 2020 Moranis został zaatakowany w Nowym Jorku przez przechodnia. Odniósł lekkie obrażenia głowy, pleców i biodra. Zgłosił incydent nowojorskiej policji, która opublikowała nagranie ataku. Domniemany sprawca został zatrzymany 14 listopada 2020.

## Filmografia

### Filmy
- Hokeiści (1983) jako trener
- Pogromcy duchów (1984) jako Louis Tully
- Ulice w ogniu (1984) jako Billy Fish
- Miliony Brewstera (1985) jako Morty King
- Klub Raj (1986) jako Barry Nye
- Sklepik z horrorami (1986; także pod tytułem Krwiożercza roślina) jako Seymour Krelborn
- Kosmiczne jaja (1987) jako Lord Hełmofon
- Kochanie, zmniejszyłem dzieciaki (1989) jako Wayne Szalinski
- Spokojnie, tatuśku (1989) jako Nathan Huffner
- Pogromcy duchów II (1989) jako Louis Tully
- Moje błękitne niebo (1990) jako Barney Coopersmith
- Historia z Los Angeles (1991) jako Gravedigger
- Kochanie, zwiększyłem dzieciaka (1992) jako Wayne Szalinski
- Awantura o spadek (1993) jako Henry
- Flintstonowie (1994) jako Barney Rubble
- Giganciki (1994) jako Danny O’Shea
- Zgrywus (1996) jako David Leary
- Kochanie, zmniejszyliśmy siebie (1997) jako Wayne Szalinski
- Rudolf czerwononosy renifer i wyspa zaginionych zabawek (2001) jako The Toy Taker / Mr. Cuddles
- Mój brat niedźwiedź (2003) jako Rutt
- Mój brat niedźwiedź 2 (2006) jako Rutt

### Seriale
- Second City Television (1980 – 1981)